# Vandélie obecná
Vandélie obecná zastarale šulinokaz cizopasný (také kandiru; rybí upír, Vandellia cirrhosa; Valenciennes, 1846) je drobná sladkovodní ryba z čeledi kandirovitých, která dorůstá maximální délky 6 cm a šířky 5 mm. Je to poloprůsvitný sumec úhořovitého tvaru těla. Žije v tropických sladkých vodách Jižní Ameriky, v povodí Amazonky a Orinoka, kde je domorodci považován za jedno z největších známých nebezpečí číhajících ve vodě. Kandiru je zde mnohonásobně obávanější než známější piraňa.
Kandiru se také dokáže přichytit na kůži hostitelské ryby a přemisťovat se tak na větší vzdálenosti.

## Údajné útoky na člověka
Strach domorodců je dán způsobem obživy vandélií, kterým se lidově přezdívá rybí upíři. Jde o parazity cizopasící v žaberní dutině velkých druhů ryb. Zde prokousnou velké žaberní artérie a pijí krev vystřikovanou pod tlakem z tepny (nemusí ji sát, jak by napovídal v angličtině používaný termín „blood sucker“). Žaberní dutinu vyhledávají podle proudu vody vycházejícího ze skřelí. Pověrčiví indiáni se v nebezpečných oblastech vybavují před vstupem do vody ochrannými prostředky – kokosovou skořápkou na genitáliích nebo pevným podvázáním předkožky, z obavy před vstupem vandelie do močové trubice. Tento jev však nebyl potvrzen a má charakter moderního mýtu.
Existuje pouze jediný zdokumentovaný případ uchycení vandélie v močové trubici muže, zaznamenaný v roce 1997, ovšem i ten je však pro nesrovnalosti považován za podvrh. Americký mořský biolog Stephen Spotte, který podrobně zkoumal a zpochybnil tento případ, odpověděl na otázku, jaká je pravděpodobnost, že člověk, močící v místech, kde se vandélie vyskytuje, jí bude napaden: „Asi taková, jako že do vás udeří blesk v okamžiku, kdy jste požírán žralokem.“